# 彐部
彐部（けいぶ）は、漢字を部首により分類したグループの一つ。
康熙字典214部首では58番目に置かれる（3画の29番目）。

## 概要
彐部には「彐」、「彑」、「⺕」といった形を筆画の一部として持つ漢字を分類している。
単独の「彐」という文字はもともと存在しなかったが、分類のために作られた。『説文解字』で彐部に収録されている文字の「彐」は、哺乳類動物をかたどった文字の頭部に由来するものが多い。

## 字体のデザイン差
なお印刷字体について『康熙字典』で「彑」が使われている「彔」は、日本の新字体、中国の新字形においては「緑（簡化字：绿）」「録（簡化字：录）」といったように「录」にされた。また「彗」の下の字のように中が長く貫いている横画は「雪」のように「ヨ」とされた。ただし、これらの整理は中国では繁体字の印刷字体にまで及んでいるが、日本では常用漢字表内の漢字のみである。
片仮名の「ヨ」に似ているが、「ヨ」は「與（新字体：与）」を崩したものの一部から造られた字であり、部首字「彐」とは全くの無関係である。

## 部首の通称
- 日本：けいがしら・いのこがしら
- 中国：雪字底・尋字頭
- 韓国：튼가로왈부（teun garo wal bu、開いた曰の部）
- 英米：Radical snout

## 部首字
彐
- 広韻 - 居例切、祭韻
- 詩韻 - 霽韻、去声
- 三十六字母 - 見母
- 日本語 - 音：ケイ（漢音）
- 中国語 - ピンイン：jì 注音：ㄐㄧˋ ウェード式：chi 4
- 朝鮮語 - 訓音：돼지머리（dwaeji meori、ブタの頭） 계(gye)

小篆

## 例字
- 彑
- 3画（当, あたる）、6画（彖, ぶた）、8画（彗, ほうき）、9画（彘, いのこ）、10画（彙, はりねずみ）、15画（彝, つね）
  - 㣇・𢑽